# 1357 Khama
Az 1357 Khama (ideiglenes jelöléssel 1935 ND) a Naprendszer kisbolygóövében található aszteroida. Cyril Jackson fedezte fel 1935. július 2-án, Johannesburgban.